# Sobienie-Jeziory (gromada)
Sobienie-Jeziory (początkowo Sobienie Jeziory) – dawna gromada, czyli najmniejsza jednostka podziału terytorialnego Polskiej Rzeczypospolitej Ludowej w latach 1954–1972.
Gromady, z gromadzkimi radami narodowymi (GRN) jako organami władzy najniższego stopnia na wsi, funkcjonowały od reformy reorganizującej administrację wiejską przeprowadzonej jesienią 1954 do momentu ich zniesienia z dniem 1 stycznia 1973, tym samym wypierając organizację gminną w latach 1954–1972.
Gromadę Sobienie Jeziory (pisowna bez łącznika) z siedzibą GRN w Sobieniach Jeziorach (w obecnym brzmieniu Sobienie-Jeziory) utworzono – jako jedną z 8759 gromad na obszarze Polski – w powiecie garwolińskim w woj. warszawskim, na mocy uchwały nr VI/10/2/54 WRN w Warszawie z dnia 5 października 1954. W skład jednostki weszły obszary dotychczasowych gromad Piwonin, Przydawki, Radwanków Królewski, Sewerynów, Śniadków Górny (z wyłączeniem miejscowości Zajezierze), Śniadków Dolny, Sobienie Kiełczewskie I, Sobienie Kiełczewskie II, Sobienie Jeziory, Sobienie Szlacheckie, Zambrzyków Nowy, Zambrzyków Stary i Zuzanów oraz miejscowości Podborek, Suska i Wągródka z dotychczasowej gromady Śniadków Górny "A" ze zniesionej gminy Sobienie Jeziory w tymże powiecie. Dla gromady ustalono 27 członków gromadzkiej rady narodowej.
1 stycznia 1958 gromada weszła w skład nowo utworzonego powiatu otwockiego w tymże województwie.
31 grudnia 1959 do gromady Sobienie Jeziory przyłączono obszar zniesionej gromady Szymonowice Duże w tymże powiecie.
1 stycznia 1969 do gromady Sobienie Jeziory włączono wsie Biskupice, Dziecinów, Radwanków Szlachecki, Sobieni Biskupie, Warszawice i Warszówka ze zniesionej gromady Warszawice w tymże powiecie.
Gromada przetrwała do końca 1972 roku, czyli do kolejnej reformy gminnej. 1 stycznia 1973, tym razem w powiecie otwockim, reaktywowano gminę Sobienie-Jeziory.